# Паркер (Аризона)
Паркер (енгл. Parker) град је у америчкој савезној држави Аризона. По попису становништва из 2010. у њему је живело 3.083 становника.

## Демографија
Према попису становништва из 2010. у граду је живело 3.083 становника, што је 57 (1,8%) становника мање него 2000. године.
| Група             | 2000.         | 2010.         |
| Белци             | 1.427 (45,4%) | 1.083 (35,1%) |
| Афроамериканци    | 59 (1,9%)     | 44 (1,4%)     |
| Азијати           | 27 (0,9%)     | 26 (0,8%)     |
| Хиспаноамериканци | 935 (29,8%)   | 1.293 (41,9%) |
| Укупно            | 3.140         | 3.083         |